# Trần Khải Lâm
Trần Khải Lâm có tên tiếng Anh là Grace Chan (sinh ngày 23 tháng 06 năm 1991 tại Hồng Kông thuộc Anh) là diễn viên truyền hình - diễn viên điện ảnh kiêm người dẫn chương trình nổi tiếng người Canada gốc Hồng Kông. Cô hiện đang là diễn viên độc quyền của hãng TVB. Trần Khải Lâm từng đạt danh hiệu "Hoa hậu Quốc tế Trung Quốc" vào năm 2014 và còn là "Hoa hậu Hồng Kông" vào năm 2013. Cô được kỳ vọng sẽ là người đại diện cho Hồng Kông tham dự cuộc thi Hoa hậu Thế giới năm 2014 được tổ chức ở Luân Đôn, Anh vào tháng 11 năm 2014. Trước những suy đoán dựa trên khuôn mặt có nét giống người lai của mình, Trần Khải Lâm khẳng định cô là người Trung Quốc và cha mẹ mình là người gốc Hán hoàn toàn.

## Tiểu sử
Trần Khải Lâm sinh ra tại Hồng Kông nhưng chuyển tới Vancouver, British Columbia lúc 5 tuổi. Trần Khải Lâm còn có một chị gái và một anh em song sinh. Cô tuyên bố mình là người theo đạo Kitô giáo từ năm lên 8. Cha của Trần Khải Lâm được cho là đã thu về hàng triệu đô la Hồng Kông sau khi bán một số bất động sản nhằm tránh các thiệt hại trong cuộc khủng hoảng kinh tế năm 1997.
Grace tốt nghiệp ngành truyền thông và xuất bản tại Đại học Simon Fraser .
Theo tin tức của truyền thông, Trần Khải Lâm xuất thân giàu có cùng căn biệt thự hiện nay thuộc sở hữu của bà nội tại Cửu Long Đường có trị giá tới hơn 10 triệu HKD. Tuy nhiên, Trần Khải Lâm phủ nhận tin đồn và tuyên bố gia đình chỉ thuộc tầng lớp trung lưu, còn cuộc sống của gia mình hiện giờ rất hạnh phúc, thoải mái.

## Hoa hậu Hồng Kông
Ngay từ bé, Trần Khải Lâm đã có mơ ước được tham gia thử sức tại cuộc thi Hoa hậu Hồng Kông. Ngay sau khi hoàn thành luận án đại học, cô ngay lập tức bay về Hồng Kông để tham dự cuộc thi và thậm chí không tới được buổi lễ trao bằng tốt nghiệp tại Vancouver.
Hệ thống bình chọn tại cuộc thi năm đó có điểm khác so với các năm trước được ban tổ chức nêu ra gồm ý kiến bình chọn của mỗi khán giả tại Hồng Kông (mỗi người là một lượt) và 50% từ hội đồng giám khảo cho kết quả chung cuộc.
Giành được sự yêu mến của khán giả ngay từ đầu, số báo danh 17 Trần Khải Lâm đã vượt qua 9 ứng viên còn lại và giành chiến thắng chung cuộc với số phiếu bầu chọn hơn 170,000 phiếu, khi á hậu 1 mang số báo danh 15, Thái Tư Bối chỉ có khoảng 60,000 phiếu.
Ngoài ra, trong đêm chung kết, cô còn giành giải Hoa hậu Ảnh, Đại sứ Du lịch, Khán giả và giới truyền thông bình chọn, giải khán giả yêu thích nhất, giải nhất phần thi hùng biện. Trong những phần thi công khai bắt buộc, tất cả có 20 ứng viên tham gia cuộc thi năm 2013 tham gia các môn thể thao, Trần Khải Lâm đã dẫn đầu và giành vô địch trong cuộc thi chạy.
Sau cùng khi vượt qua rất nhiều vòng thi, Trần Khải Lâm đã đăng quang ngôi vị Hoa hậu Hồng Kông năm 2013 vào ngày 1 tháng 9 năm 2013.

## Phim truyền hình
| Năm        | Tên phim                       | Vai diễn                                   | Ghi chú            |
| ---------- | ------------------------------ | ------------------------------------------ | ------------------ |
| 2014       | Đứa Con Ngoại Tộc              | Tưởng Lệ (Abby)                            | Vai phụ            |
| 2015       | Chuyện 4 nàng luật sư          | Đường Tịnh Tư (Giselle)                    | Vai chính          |
| 2015       | Trương Bảo Tử                  | Huỳnh Đệ Muội                              | Vai chính          |
| 2016       | Cương Thi - Ân Oán Truyền Kiếp | Lam Mộng Giao (Yoyo)/ Thượng Quan Kim Linh | Vai chính          |
| 2016       | Danh Môn Ám Chiến              | Abby                                       | Vai thứ chính      |
| Cự Luân II | Cao Y Na (Nana)                | Vai chính                                  |                    |
| 2017       | Những Kẻ Ba Hoa                | Thượng Thủy                                | Khách mời đặc biệt |
| 2018       | Cuộc Chiến Nữ Quyền            | La Quế Tư                                  | Vai chính          |
| 2018       | Võ Lâm Phục Sinh               | Thù Tại Tâm (chị Tâm)                      | Vai chính          |
| 2018       | Phi Hổ Cực Chiến               | Trang Nhã Tuyền                            | Vai phụ            |
| 2019       | Kỳ án Bao Thanh Thiên          | Phục Lan                                   | Vai đơn nguyên     |